# Glasgow (Misuri)
Glasgow es una ciudad ubicada en el condado de Howard en el estado estadounidense de Misuri. En el Censo de 2010 tenía una población de 1103 habitantes y una densidad poblacional de 300,12 personas por km².

## Geografía
Glasgow se encuentra ubicada en las coordenadas 39°13′41″N 92°50′24″O / 39.22806, -92.84000. Según la Oficina del Censo de los Estados Unidos, Glasgow tiene una superficie total de 3.68 km², de la cual 3.36 km² corresponden a tierra firme y (8.67%) 0.32 km² es agua.

## Demografía
Según el censo de 2010, había 1103 personas residiendo en Glasgow. La densidad de población era de 300,12 hab./km². De los 1103 habitantes, Glasgow estaba compuesto por el 89.76% blancos, el 7.89% eran afroamericanos, el 0.09% eran amerindios, el 0.27% eran asiáticos, el 0% eran isleños del Pacífico, el 0% eran de otras razas y el 1.99% pertenecían a dos o más razas. Del total de la población el 1.45% eran hispanos o latinos de cualquier raza.